# Вила-Майор (Сан-Педру-ду-Сул)
Вила-Майор (порт. Vila Maior) — населённый пункт и район в Португалии, входит в округ Визеу. Является составной частью муниципалитета Сан-Педру-ду-Сул. Находится в составе крупной городской агломерации Большое Визеу. По старому административному делению входил в провинцию Бейра-Алта. Входит в экономико-статистический субрегион Дан-Лафойнш, который входит в Центральный регион. Население составляет 1127 человек на 2001 год. Занимает площадь 14,09 км².
Покровителем района считается Дева Мария (порт. Nossa Senhora da Luz).